# Eulalia Pérez Sedeño
Eulalia Pérez Sedeño (Arcila, Protectorado español de Marruecos, 1954) es una filósofa y profesora española. Dedicada a la investigación en ciencia, tecnología y género en el Departamento de Ciencia, Tecnología y Sociedad del Instituto de Filosofía del Consejo Superior de Investigaciones Científicas (CSIC) de España.

## Biografía
Eulalia Pérez Sedeño se licenció en Filosofía por la Universidad Autónoma de Madrid (UAM) en 1976. Al año siguiente fue a trabajar a la Universidad de Barcelona como profesora contratada ayudante de Lógica y Filosofía de la Ciencia, allí estuvo hasta 1983, cuando regresó a Madrid como profesora de la Universidad Complutense de Madrid (UCM). En 1985 se doctoró por la UAM con una tesis sobre la Historia de la Astronomía Antigua, más concretamente, sobre el papel de la teoría, de la experiencia y de la observación en la Astronomía Antigua. En 1986 obtuvo la plaza de profesora titular en la UCM y en 1988 realizó una estancia de investigación en la Universidad de Cambridge acogida por el Profesor Geoffrey Lloyd. Fue en esta época cuando empezó a investigar sobre la antigüedad y las mujeres, lo que dio origen a iniciarse en los estudios de género que continuó a su regreso a España este mismo año, cuando Celia Amorós le pidió que hiciera algo sobre género o feminismo y antigüedad. En 1989 empezó la preparación del famoso Número especial Mujer y Ciencia, de la revista ARBOR: Ciencia, Pensamiento y Cultura, que finalmente se publicó en 1993 y fue el primero que se editó en España sobre género y ciencia.
Mientras estaba en la Universidad de California en Berkeley en 1994, Eulalia Pérez Sedeño inició su investigación en lo que actualmente se conoce por Estudios de ciencia, tecnología y género, a su regreso de Berkeley en octubre de 1995 impulsó la iniciativa de organizar un congreso en este ámbito. El primero tuvo lugar en Madrid en 1996 y desde entonces se ha llevado a cabo cada dos años como Congreso Iberoamericano de Ciencia, Tecnología y Género. El congreso se realiza alternativamente en España y en un país iberoamericano, la última edición fue en octubre de 2014 en Paraguay, la anterior y la última edición en España tuvo lugar en Sevilla en 2012.
En 1999 ganó la cátedra de Lógica y Filosofía de la Ciencia convocada por la Universidad del País Vasco (UPV), en 2002 regresó del País Vasco para incorporarse al Instituto de Filosofía del (CSIC) en comisión de servicios. Estuvo en esta situación hasta que tomó posesión de la plaza de Profesora de Investigación del CSIC en junio de 2006.
Del año 2000 a 2006 presidió la Sociedad de Lógica, Metodología y Filosofía de la Ciencia en España y de 2001 a 2006 asumió la vicepresidencia de la Asociación de Mujeres Investigadoras y Tecnólogas. También fue coordinadora Adjunta del área de Filología y Filosofía de la Agencia Nacional de Evaluación y Prospectiva (ANEP) de la Dirección General de Investigación Científica y Técnica, posteriormente en el Ministerio de Economía y Competitividad (2005-2006). Entre 2006 y 2008 fue directora general de la Fundación Española para la Ciencia y Tecnología (FECYT).
Actualmente es Profesora de Investigación en Ciencia, Tecnología y Género y Directora del Departamento de Ciencia, Tecnología y Sociedad del Instituto de Filosofía del CSIC. Es miembro del Consejo Asesor de la Red-Cátedra de Mujeres, Ciencia y Tecnología en Latinoamérica (desde octubre de 2005) y Vocal del Consejo Editorial de la Fundación Carolina.

## Investigación
Entre las investigaciones de Pérez Sedeño se encuentran la historia de la ciencia antigua y de las instituciones científicas, la filosofía de la ciencia, Ciencia, Tecnología y Sociedad (CTS), percepción y comunicación de la ciencia y ciencia, tecnología y género. En este marco ha participado en numerosos proyectos nacionales e internacionales y ha dirigido diversos proyectos de investigación entre los que destacan:
- Ciencia y valores: el género en las teorías e instituciones científicas (1996-1999, financiado por la CICYT)
- De las teorías científicas a la cultura y práctica científico-tecnológicas (1999-2002, financiado por el Ministerio de Ciencia y Tecnología)
- GENTEC: Género, tecnología y ciencia en Iberoamérica (2002-2004, financiado por la OEI y la UNESCO)
- La situación de las mujeres en el sistema educativo español y en su contexto internacional (2003, Ministerio de Educación, Cultura y Deportes)
- Los programas de formación y movilidad del personal investigador de flujo directo e inverso: problemas, retos y soluciones (Ministerio de Educación y Ciencia, 2005)
- Interacciones CTS en Ciencias Biosociales y Tecnologías Médicas (CICYT 2004-2006)
- Ciencias y tecnologías del cuerpo desde una perspectiva CTS (Ministerio de Educación y Ciencia 2007-2009)
- Una situación singular, un universo por descubrir (CSIC, 2008-2009),
- Cartografías del cuerpo (Ministerio de Ciencia e Innovación, 2010-2012)
- Visiones y versiones de las tecnologías biomédicas: gobernanza, participación pública e innovaciones ocultas (Ministerio de Economía y Competitividad, 2013-2015).

## Premios y reconocimientos
- En 2001 recibió el IX Premio de Divulgación Feminista "Carmen de Burgos" por su artículo La invisibilidad y el techo de cristal,[9] que otorga la Universidad de Málaga desde 1993.

## Publicaciones
Entre sus publicaciones más destacadas se encuentran:
- Ciencia, tecnología y valores desde una perspectiva de género[12] (2005) Eulalia Pérez Sedeño Ed.
- Mujer y ciencia. La situación de las mujeres investigadoras en el sistema español de ciencia y tecnología (2008) con Santesmases, M.J. y Alcalá, P[13]
- Igualdad y equidad en ciencia y tecnología: el caso iberoamericano (2008) con Amparo Gómez, Arbor 184[14]
- Mitos, creencias, valores: cómo hacer más «científica» la ciencia; cómo hacer la «realidad» más real (2008), Isegoría nº 38[15]
- Conocimiento e innovación (2009) con M. Cimoli, eds. (Pensamiento Iberoamericano, vol. 5)[16]
- Un Universo por descubrir: Género y astronomía en España (2010) con Adriana Kiczkowski, Ed. Plaza y Valdés[17][18]
- Lenguaje y ciencia (2011) coeditado con Pablo Lorenzano. volumen temático de Árbor, revista de Ciencia, Pensamiento y Cultura, Vol. 187, No. 747.  Consejo Superior de Investigaciones Científicas.[19]
- Cuerpos y diferencias (2012) con Rebeca Ibáñez Martín, Ed. Plaza y Valdés[20]
- Crossings on Public Perception of Biomedicine: Spain and European IIndicators (2012) con María José Miranda Suárez. Capítulo del libro "Biomedicine", editado por Chao Lin[21]
- Cartografías del cuerpo: Biopolíticas de la ciencia y la tecnología (2014) con Esther Mayoko Ortega Arjonilla,  Colección Feminismos, Ed. Cátedra[22]
- Las "mentiras" científicas sobre las mujeres (2017) con S. García Dauder, Ed. Catarata[23][24]